# 名古屋市立千鳥小学校
名古屋市立千鳥小学校（なごやしりつ ちどりしょうがっこう）は、愛知県名古屋市南区三吉町にある公立小学校。

## 歴史

### 沿革
- 1954年（昭和29年）4月19日 - 名古屋市立白水小学校の分校として開校。
- 1956年（昭和31年）9月1日 - 白水小学校から独立し、名古屋市立千鳥小学校となる。
- 1958年（昭和33年）9月1日 - 校旗制定。
- 1959年（昭和34年）9月1日 - 校歌制定。
- 1959年（昭和34年）9月26日 - 伊勢湾台風に罹災。
- 1963年（昭和38年）2月27日 - 体育館兼講堂（旧）が竣工。
- 1971年（昭和46年）7月24日 - プール竣工。
- 1986年（昭和61年）3月31日 - 体育館兼講堂（新）が竣工。
- 2024年（令和6年）2月 - 児童数減少による小規模校を解消するため、柴田小学校・白水小学校との統合（案）が検討された[1]。

### 児童数の変遷
『愛知県小中学校誌』（1998年）によると、児童数の変遷は以下の通りである。
| 1956年（昭和31年） | 769人 |  |
| 1957年（昭和32年） | 837人 |  |
| 1967年（昭和42年） | 792人 |  |
| 1977年（昭和52年） | 737人 |  |
| 1987年（昭和62年） | 636人 |  |
| 1997年（平成9年）  | 400人 |  |

## 通学区域
- 名古屋市南区
  - 要町1～4丁目、要町5丁目（一部）、丹後通1～4丁目、鶴見通4～6丁目、天白町1～5丁目、鳴浜町4～7丁目、松下町4丁目、三吉町4～6丁目

※ 卒業生は基本的に名古屋市立名南中学校に進学する。

## アクセス
- 名鉄常滑線 柴田駅から東へ800m
- 名古屋市営バス 要町にて下車